# Mixogamasus
Mixogamasus este un gen monotipic de acarieni care aparține familiei Parasitidae. Genul a fost descris de Ilinca Juvara-Balș în 1972.

## Specii
Există o singură specie care aparține acestui gen:
- Mixogamasus intermedius Juvara-Balș, 1972